# Възродителен процес
Възродителният процес е опит на Българската комунистическа партия при съучастието на Българския земеделски народен съюз – казионен да наложи насилствена асимилация на мюсюлманското население (турци, помаци, татари и роми).
Това е наименованието, с което е известен в обществото процесът на системни репресии срещу тези социални групи и етноси. Възродителният процес започва в началото на 70-те и продължава до края на 80-те години на XX век. Мерките за осъществяване на тази политика се състоят в принудителна смяна на арабско-турските имена с български, ограничения в използването на родния език от представителите на тези групи, насилствено ограничаване на техните традиционни обичаи и ритуали, и изповядването на тяхната религия. Политиката на принудителна асимилация претърпява пълен провал, което подтиква режима през 1989 година внезапно да промени курса и да пристъпи към етническо прочистване, най-масовото в Европа след изселванията на германци от Централна Европа в края на 40-те години.
Възродителният процес прекъсва протичащия преди него процес на постепенна интеграция и асимилация на мюсюлманите в България, предизвиквайки консолидацията на мюсюлманските общности и противопоставянето им на мнозинството.

## Предпоставки
Балканските съседи на България и особено Югославия, Турция и Гърция, отдавна имат последователна и брутална политика към останалите на териториите им след разпада на Османската империя чужди народностни групи, като ги депортират, разменят, прогонват и унищожават наведнъж или постигат това след десетилетия репресии и ограничения. Такива са съдбите на турското малцинство в Беломорска Тракия, на гръцкото в Мала Азия и Одринска Тракия, на арменското в Турция, на албанското и влашкото в Гърция, на българското мнозинство в Беломорието в Егейска и Вардарска Македония и Одринска Тракия. Накрая във времето от Балканските войни до времето на Разведряване държавите правят всичко възможно да се хомогенизират и да приключат този процес.
България до 1944 г., макар да не е абсолютно чужда на тези балкански политики, се интересува повече от сънародниците си в Беломорието и Македония, отколкото от единството на нацията вътре в страната. Причините за това са обективни. От припокриващите се национални землища на Балканите българското в най-голяма степен е включено в съседни държави, а българската държава в много по-малка степен включва чужди национални землища.
След 1944 г. през по-голямата част от тоталитарното си управление БКП има непоследователна политика към македонските българи, каракачаните, циганите християни, но най-вече към българските мюсюлмани. Политиката варира от брутални репресии, насилствена асимилация и параноична подозрителност до толериране: предоставяне на привилегии, усилено създаване на тюркоезична интелигенция и управленски кадри, специални квоти в училищата и партийно-държавния апарат, издаване на масова периодика на турски (като „Yeni hayat“ и „Yeni ışık“), новини на турски по БНТ, театрални постановки на турски. Това е съпроводено от задължително връщане на турско-арабските имена и сегрегиращото облекло (например на сменилите ги преди 1947 г. цигани и българи мюсюлмани), отделяне на осезаема част от държавния бюджет за благоустрояване, развитие и индустриализация, инвестиции в т.нар. „смесени райони“, високи детски надбавки и други социални привилегии на многодетните мюсюлмански семейства.
Това поражда икономически, политически и социални последици. Икономическите включват намеренията за колективизация в селското стопанство и индустриализация на икономиката. Политическите са свързани от една страна с противодействие на амбициите на Турция за разширяване в западна посока, както и с работата на нейните служби, проникващи в България, но и с намерението на България да има подготвени управленски кадри при евентуална социалистическа или друг вид „революция“ в Турция, каквито са били вижданията и на Москва. От друга страна се цели ограничаването на влиянието на чуждата пропагандата отвъд Желязната завеса и за прокарване на социалистическата пропаганда. Социалните последици са свързани със съществуващата сегрегация сред тези малцинства и цикъла лошо образование – ниско заплащане – затваряне в общността – пренебрегване на образованието.
Някои от причините за провеждането на Възродителния процес може да са: „искането за автономия на турците, възможна опасност от повтаряне на Кипърския вариант, растящата турска пропаганда, разрастване на ислямски фундаментализъм, а във вътрешен план спадът на раждаемостта на българите, съпроводен с двойно по-голям прираст сред турци и цигани“.

## Същност
Самият процес представлява отнемане от страна на държавата на основни лични човешки права като правото на самоопределение и свободата на вероизповеданието. Понятието „възродителен процес“ е наложено от партийната върхушка в БКП и за пръв път се използва на среща на Политбюро на ЦК на БКП на 18 януари 1985 г. като общо название на тези асимилационни политики. То се корени в официалната доктрина, че всички български турци са насилствено ислямизирани по време на Османската империя и „във вените им тече българска кръв“, което, дори да е вярно от антропологическа гледна точка, с нищо не оправдава насилията над съвестта и физическия тормоз над туркоезичните български граждани.
Конкретните мерки освен насилствената смяна на имената, включват и забрани и ограничения, засягащи основни права. Забранява се употребата на турски език. Ограничава се още по-драстично практикуването на исляма и посещението на джамии. Традиционните мюсюлмански погребални ритуали са заменени със „социалистически“. Стриктно се прилага забраната за обрязването на мюсюлманските момчета. Забранява се носенето на традиционното облекло, особено на шалвари от жените.

## Развитие на процеса

### Ранни асимилационни опити
Според данни, събрани от Тодор Балкански преди комунистическия режим има два значими периода на насилствено преименуване – т. нар. покръстване на помаците през 1912 – 1913 г., и през 1937 – 1944 г. около 80 000 помаци.

### Преименувания на роми и помаци през 60-те и 70-те години
Тодор Балкански отчита и няколко опита през комунистическия период:
- 1962 г. – непубликуван брой на циганите, но вероятно около 400 000;
- 1964 г. – в неуспешния опит в Неврокопско са променени имената на десетина хиляди помаци;
- 1970 – 1974 г. – променят имената си около 200 000 помаци;

В подготовка на последвалите преименувания, още в началото на 60-те години са направени промени в различни нормативни актове, улесняващи замяната на имена с български. Кампанията за преименуване на помаците в началото на 70-те години обхваща и турци в смесените села, а в края на 1975 година са преименувани и чисто турските села в Смолянски окръг. От 1976 година е задължително децата в смесени бракове да получават български имена, а от началото на 80-те години на преименуване са подложени и родителите в такива бракове. През този период често се оказва натиск за преименуване по различни административни поводи – служебни повишения, разрешения за строеж, възможност за покупка на жилище, преместване на работа в друг район.

### Преименуване на турците през 1984 – 1985 година
Докато асимилационните мерки спрямо ромите и помаците са по-разтеглени във времето и според някои източници започват още през 1912 година, насилственото преименуване на турците се осъществява чрез мащабна кампания, предхождана от внимателна подготовка.
Натискът за преименуване на българските турци стартира в началото на 80-те години на XX век, когато то става изискване за назначаване на определени длъжности или извършване на административни услуги. От пролетта на 1982 до края на 1984 са преименувани ~ 50 хил. души, сред които и някои роми и помаци, които са били необхванати във време на предишните кампании.
Решението за преименуването Тодор Живков взима още през пролетта на 1984 г. Тогава в резиденция „Бояна“ той свиква съвещание на Политбюро, на което присъстват кандидат-членовете му, сред които Георги Атанасов и Димитър Стоянов, секретарите на ЦК на БКП, първите секретари на ОК на БКП и други отговорни и държавни ръководители.
На заседанието Живков подкрепя представените за обсъждане проекторешения на Политбюро на ЦК два вида варианти. Първият – открит, за общо ползване и вторият – закрит, само за висшия ешелон. В първият вариант, в който българските граждани с турско-арабски имена са определени като „български турци“, е продължена политиката за ускоряване на икономическото развитие на страната с компактно население от български турци, издигане на образователното равнище на тази група и подобряване на културното и патриотично възпитание. Това решение на съвещанието е прието с протокол № 371 на 8 май 1984 г. и изпратено за изпълнение на низовите партийни комитети и държавни органи.
В допълнителният вариант мерките на Живков са предвиждали:
- Министерският съвет да разработи система за морално-политическа, материална и социална подкрепа на сключилите брак помежду си българи и български турци. На такива семейства да се осигуряват жилище с предимство, безлихвени заеми или безплатни парцели за строителство;
- При нужда те да се приемат за жители на други населени места;
- Децата от тези бракове задължително да се вписват в регистрите като етнически българи и да се приемат само български имена;
- Да се създаде фонд за еднократно подпомагане на такива семейства в размер на 5000 лева;
- Да се води безкомпромисна война с религиозно-фанатичните и протурски настроени родители, близки и други лица;
- Да се отстраняват от работа учители „български турци“ с националистически, протурски, изселнически, религиозни и други прояви и убеждения;
- За ислямски свещенослужители да се назначават само кандидати „български турци“, владеещи български език, служили в БНА и доказали своята лоялност към България;
- Да се пресича протурска и проислямска пропаганда чрез просветителска, културно-масова и друга дейност от лица с небългарско етническо самосъзнание.

През май 1984 година Политбюро приема строго поверително решение „За по-нататъшно сплотяване и приобщаване на българските турци към делото на социализма, към политиката на БКП“ със строго секретно допълнение към него, което задава курса на режима към нова мащабна асимилационна кампания. При обсъждането му е разгледан въпросът за преименуването и някои членове на Политбюро, като Георги Атанасов, активно го подкрепят, а други, като Добри Джуров и Пенчо Кубадински, са против. В крайна сметка, следвайки позицията на Тодор Живков, то не е включено сред мерките в решението. Извън него остава и основният идеологически аргумент на Възродителния процес – за произхода на българските турци от турцизирани българи, като самият Живков заявява: Няма съмнение, че ще направим голяма политическа грешка, ако тръгнем сега да доказваме на българските турци, че те всъщност са по произход българи, потурчили се по време на турското иго... Дали са потурчени българи или не – това сега не е главното... Факт е, че етническата група на българските турци съществува реално.
Макар да не стига до ключовите мерки на Възродителния процес, решението на Политбюро от май 1984 година поставя началото на кампанията – въведени са значителни материални стимули за смесените бракове (в които от по-рано не се разрешава децата да се кръщават с мюсюлмански имена), предвиждат се чистки на политически неблагонадеждни учители и мюсюлмански духовници, ограничаване на публичната употреба на турски език, насочена българизация на говоримия език на българските турци, българизиране на местната топонимия, премахване на данните за етнически произход от документи и архиви, ликвидиране на турски културни организации като театри и вестници.
За кампанията се подготвя цялата репресивната държавна машина на комунистическия режим, като това започва още от края на 1983 и през цялата 1984 – актуализират се вътрешни заповеди в МВР, така че те да са максимално пригодени за превантивни и репресивни действия от страна на силите на реда при оказване на масова съпротива от страна на част от населението, извършва се мащабно превъоръжаване с модерно оръжие и с техника за борба с масови безредици, на два пъти се увеличава числеността на личния състав, в първите месеци на 1985 се увеличават възнагражденията на щатния персонал и на разузнавачите. През януари 1985 г. Министерският съвет решава да се създадат Вътрешни войски с численост 2 хил. души. Вземат се мерки за осигуряване на необходимия капацитет на местата за задържане на определени лица под въоръжена охрана и по-специално на трудовия лагер в Белене. На 30 август 1984 г. „протурски“ терористи извършват Августовската терористична атака. Взривени са бомби в жп гара Пловдив и на аерогара Варна, като и на двете гари в този ден е било планирано посещение на Тодор Живков. Загива жена, а 44 души са ранени. Общо извършените атентати са няколко, следствието на Държавна сигурност (ДС) установява трима виновници, които са осъдени на смърт и разстреляни. Установено е официално, че и тримата са били агенти на ДС, което води до подозрението, че атентатите всъщност са осъществени от самата ДС, с цел държавната власт да обоснове репресиите си.
През ноември 1984 година слуховете за насилствено преименуване се разрастват и турците на някои места в Кърджалийски окръг бягат от селата си, опитвайки се да се укрият в горите или в други части на страната. В края на ноември е проведено заседание на ЦК на БКП с участие на окръжните секретари на партията, на което са им предадени указания на Политбюро за провеждане от декември до февруари на кампания за смяна на имената, която да обхване 10 – 12% от турското население. Кампанията за масово преименуване протича паралелно с масова смяна на личните документи в цялата страна във връзка с въвеждането на единен граждански номер. Ескалацията, която започва на 24 декември 1984 г. и продължава до февруари 1985 г. В нея са ангажирани всички структури на администрацията, репресивния апарат и казионните организации на тоталитарния режим, като само за 2 месеца са преименувани над 800 хил. души, освен тях са обхванати и починали хора.
Първоначално кампанията за преименуване обхваща Южна България, а решението тя да обхване и Северна България е взето на съвещание, проведено на 18 януари 1985 година. На него бъдещият министър-председател Георги Атанасов за пръв път използва наименованието „Възродителен процес“. На 11 февруари вътрешният министър Димитър Стоянов отчита края на най-активната кампания, в която са преименувани 822 588 човека. Според малко по-късна справка, броят на преименуваните през целите 1984 – 1985 година е 1,306 милиона души (разпределени по областите от края на 80-те години, както следва: 402 хиляди в Разградска, 395 хиляди в Хасковска, 240 хиляди във Варненска, 86 хиляди в Бургаска, 83 хиляди в Ловешка, 68 хиляди в Пловдивска, 25 хиляди в Софийска и 7 хиляди в Михайловградска). През март Георги Атанасов обявява тържествено, че всички граждани на страната вече „имат имена в съответствие със своя български родов корен“.
Още в самото му начало насилственото преименуване предизвиква съпротивата на турското население, която на места прераства в открити публични демонстрации и бунтове. На 25 и 26 декември 1984 г. има демонстрации в селата Бенковски, Каялоба, Горски извор, Могиляне, Пресека и Добромирци, в резултат на които има и убити от населението. Има протести и на много други места в Източните Родопи, за чието потушаване е сформиран специален кризисен щаб. В действие са приведени Българската Народна армия и силите на МВР. В периода 17 – 19 януари 1985 г. са бунтовете в Ябланово край град Котел, потушени с намесата на танкови войски на Трета армия. Михаил Иванов посочва общо между 13 000 и 15 000 протестиращи в десетина села. Загиват 8 души (от които едно кърмаче), стотици са бити и задържани, а 517 души са изпратени в концентрационен лагер (ТВО – трудово-възпитателно общежитие), разположен върху дунавските острови Персин и Щурчето край Белене.
След 1985 г. съпротивата добива организирани и престъпни форми. На 9 март 1985 г. на гара Буново турски терористи взривяват бомба във вагона за майки с деца от бързия влак София-Бургас, при което загиват 4 жени и трима непълнолетни, тежко ранени са 9 души (двама от които непълнолетни). Атентатът е използван от режима като оправдание за масовите репресии срещу турското население през следващите години. Във Варна през 1985 г. е образувана организацията „Турско националноосвободително движение в България“.
Генералният секретар прави погрешна прогноза за реакцията на Турция. Той смята, че с края на преименуването през 1985 г. няма да има последствия. „Живков считаше, че Турция няма да може да реагира на възродителния процес. „Ще пошумят, ще пошумят и ще млъкнат“ – казваше той“, спомня си началникът на УБО ген. Георги Милушев.

### Събития от края на 80-те години
В края на 80-те години на XX век сред управляващите в България нарастват притесненията от провал на кампанията им за насилствено заставяне на турското население живущо в България официално да приеме български собствено, бащино и фамилно име пред управляващата власт, в резултат на това бива наблюдавано сплотяване и обединяване на турската езикова общност и до обединеното нейно противопоставяне на действията инициирани от страна на държавния диктаторски режим в България, както и от задълбочаващи се външнополитически проблеми. Докато някои партийни функционери предлагат смекчаване на мерките, водещата линия, поддържана най-активно от Тодор Живков, е за тяхното задълбочаване, като се разглеждат възможности за разселване на турски семейства в други части на страната и изпращане на децата им в интернати.
Втора отчетлива вълна от съпротивителни действия се развива в периода 1988 – 1989 г. . Тя изиграва значителна роля за оформянето на открито гражданско противопоставяне на комунистическия режим в последните му години. Повечето от формиращите се в контекста на Перестройката дисидентски групи – Независимо дружество за защита правата на човека, Независим профсъюз „Подкрепа“, „Комитет 273“, Клуб за подкрепа на гласността и преустройството, „Екогласност“ – се обявяват срещу Възродителния процес. През втората половина на 1988 г. несъгласни с Възродителния процес турци и помаци се присъединяват към Независимото дружество за защита на правата на човека. На 13 ноември 1988 г. е учредено Демократичната лига за защита на правата на човека в България с председател Мустафа Юмер и секретари Сабри Искендер и Али Орманлъ. През април 1989 в гр. Джебел е основано „Дружество за подкрепа – Виена 89“. Исканията на тези организации и техните членове за гарантиране на малцинствените права в България получават гласност основно чрез изявления в западноевропейските радиостанции Свободна Европа, Дойче веле и Би Би Си.
Тези сдружения са в основата на „Майските събития“ от 19 май 1989 до 27 май 1989 г., разразили се главно в Североизточна България, които се изразяват в походи, гладни стачки, демонстрации, митинги, и които са един вид кулминация на борбата на турското население в България за демокрация и човешки права. Целта е да се привлече вниманието на световната общественост и специално на симпозиума на ОССЕ (ОССЕ <=> организация за сигурност и сътрудничество в Европа) „Свободата на духа и човешките измерения в Европа“ в края на май 1989 г. в Париж. Михаил Иванов посочва, че от 19 май 1989 до 27 май 1989 г. между 25 000 и 30 000 демонстранти излизат в цяла североизточна България. По-късно, през 1994 г. пред разградския в-к „Гледище“, Ахмед Доган посочва, че сред протестиращите е имало 9 загинали, а стотици са били бити и задържани. Един войник е пребит с камъни и впоследствие умира, друг военнослужещ е наръган с нож – за щастие нефатално. Според свидетелства на войници, участвали в потушаването на размириците, те не са знаели къде точно и с каква цел ги водят. Войниците, които са били на наборна служба – задължителна двугодишна служба в националната армия, са били качвани в изпълнение на военна началническа заповед в камиони покрити с брезентово почти напълно непрозрачно покривало и са пътували десетки и стотици километри до мястото на размириците или в танкове, или са пътували в бронетранспортьори, без абсолютно никаква предварителна информация каква точно задача ще им бъде възложено да изпълнят .
Непосредствено след Майските събития няколкостотин активни участници в протестите и други смятани за неблагонадеждни турци, главно представители на интелигенцията, са експулсирани в Югославия, Унгария и Австрия. На 29 май 1989 Тодор Живков произнася дълга реч по телевизията, в която призовава югоизточната съседка Турция да отвори границата си, за да могат желаещите български турци да напуснат България, а на 3 юни 1989 турското правителство приема предложението на Тодор Живков. През следващите седмици започва кампания за прибързано изселване под натиск на ~33% от засегнатото население. Официалната позиция на режима е, че не става дума за никакво масово изселване, а че това просто са туристически пътувания, поради което кампанията обикновено е наричана с евфемизма Голямата екскурзия.
Властите виждат изселването като единствен изход от създадената ситуация. Тодор Живков, определяйки отварянето на границата като основна причина за прекратяването на протестите, заявява: „Ако сега ние не изведем 200 хил. до 300 хил. души от това население – то след 15 години България няма да я има“. Началото на кампанията за изселване предизвиква остри международни реакции, които наред с неочаквано бързото ускоряване на процеса, предизвикват паника сред ръководството на режима. Още на 16 юни Политбюро се отмята от доскорошните си решения и се опитва безуспешно да ограничи изселващите се до 1000 – 2000 дневно.
В периода юни 1989 – август 1989 изселването обхваща ~360 хил. души, като други 400 хил. български турци са подали заявления за получаване на паспорти. Изселниците разполагат с много малко време в което да успеят да съберат личните си вещи, но не и да организират своевременно продажбата на имотите си. Много от тях остават да живеят и до днес в Турция, след като преди десетилетия са теглили каруци със собственото им имущество, или пък имуществото им е било натоварено в/върху личен лек автомобил, са преминали държавната граница. Повечето от имотите им са незаконно заграбени с решение на държавната българска власт . Турското правителство е неподготвено за приемането на своя територия на многохилядни бежанци в толкова кратки срокове и реално е изправено пред риска от стартирането на продоволствена + жилищна кризи на територия на Турция, като поради това Турция на 21 август 1989 принудително затваря държавната си граница с България, въпреки протестите на турските опозиция и обществено мнение .
Около 40 хил. изселници преминават от Турция в България преди изтичането срока на валидност на тримесечните им визи, а до края на 1990, когато след падането на българска комунистическа партия от власт преминаването на държавната граница се улеснява, броят им достига 150 хил. души (~ 40 % от принудително емигриралите).
В свои изявления пред Политбюро на 25 октомври, дни преди отстраняването му от властта, Тодор Живков признава неуспеха на кампанията, отбелязвайки, че пълното етническо прочистване е невъзможно, включително заради липсата на подкрепа от Съветския съюз, и разглежда като относителен успех, че през лятото не се е стигнало до остра политическа криза. Той споменава и риска антитурският национализъм да се разрастне и излезе извън контрола на режима.

### Връщане на имената
В края на 1989 след 10-ноемврийския пленум в столицата и по площадите на мюсюлманските села в цяла България започват протести с искания за връщане на имената. В резултат на това на 29 декември 1989 година в организирания извънреден пленум на българската комунистическа партия нейния централен комитет приема официално решение за връщане рождените/фамилни имена за част от населението в България. Оттогава мюсюлманите в България отбелязват 29 декември като Куртулуш Байрам или Празник на освобождението.

## Последствия
По време на т. нар. Възродителен процес против волята им са сменени имената на 850 хил. мюсюлмани. На протести излизат общо ~ 40 хил. души: между 13 и 15 хил. в периода 24 декември 1984 – 19 януари 1985 г. и ~ 30 хил. в периода 19 май 1989 – 27 май 1989 г. Срещу някои е упражнено против собствената им воля физическо/психическо посегателство и/или против волята им са изселени в друго селище, над 1000 човека са изпратени в затвори и/или в лагера Белене, десетки са ранени, убити са 29 души (от които 8 жертви на терористични актове и трима терористи) – жена при атентата на гара Пловдив от 30 август 1984 г., 8 протестиращи (включително кърмаче) в периода 24 декември 1984 – 19 януари 1985 г., 7 души (4 жени и 3 деца) при атентата на гара Буново, 3ма са разстреляни като терористи през 1988 г., 9 протестиращи и войник загиват в периода 19 – 27 май 1989 г.
Според Ибрахим Карахасан-Чънар идеолози на Възродителния процес са Тодор Живков, Милко Балев, Георги Атанасов, Пенчо Кубадински, Стоян Михайлов, Александър Лилов, Димитър Стоянов, Петър Младенов, Георги Танев, а от партийния елит на българските турци Шукри Тахиров (Орлин Загоров), Сюлейман Гавазов, Али Алиев, Фахредин Халилов (Камен Калинов), Юсеин Мемишев, Мустафа Мюслюмов, Мехмед Бейтуллов (Максим Благоев), Исмаил Джамбазов и други.
Възродителният процес предизвиква силно охлаждане в двустранните отношения между България и Турция, като двете страни започват пропагандна война, уличавайки се една друга в проблеми с малцинствата и по други теми и опитвайки се да ангажират в спора и други страни. С времето той довежда България до международна изолация, като страната е критикувана от: американски и западноевропейски медии, правозащитни организации, държави с преобладаващо мюсюлманско вероизповедание. След началото на перестройката т. нар. възродителен процес започва да се превръща в определена тежест/обтегнатост и за българо-съветските отношения.
Масовото изселване от 1989 г. намира широк отзвук в световния печат, създавайки негативно впечатление за стопански и политически хаос в страната. В резултат на това повечето западноевропейски и/или американски банки спират отпускането на нови заеми за управляващото българско правителство, което вече се намира в тежко финансово положение, и предизвикват финалното повишаване на нивото на дълговата криза от 1987 до 1994 г.
Изселването от 1989 година създава продължителен проблем с изплащането на пенсиите на изселилите се български граждани. Първоначално българското правителство, което и без това е изправено пред фалит по дълга си в конвертируема валута се опитва да избегне тези задължения чрез различни вътрешни нормативни актове. Въпросът е окончателно решен с междуправителствено споразумение от 4 ноември 1998 година, след което България започва да изплаща всички дължими пенсии на българските граждани, живеещи в Турция.

## Съдебен процес
През 1991 г. заради Възродителния процес са повдигнати обвинения срещу тогавашни държавни ръководители и членове на Политбюро на ЦК на БКП: Тодор Живков – председател на Държавния съвет и генерален секретар на БКП, ген.полк. Димитър Стоянов – министър на вътрешните работи от октомври 1973 до декември 1988 г., Петър Младенов – министър на външните работи 1971 – 1989 г., Георги Атанасов – секретар на Централния комитет на БКП през 1977 – 1986 отгоаварящ за организационната политика в чиито функции влизат въпросите отнасящи се до Възродителният процес и през 1986 – 1990 г. министър-председател и Пенчо Кубадински – член на Политбюро на ЦК на БКП и Председател на Националния съвет на Отечесвтения фронт. Първоначалният състав на обвинението е чл. 162, ал. 1 от Наказателния кодекс и се отнася до проповядване и подбуждане на расова и религиозна вражда. През 1993 г. обвинението е заменено с ново, формулирано като „престъпление по служба“.
През следващите години делото е разделено на 5 отделни дела. През февруари 1995 г. Военната колегия на Върховния съд, при поредно връщане на делото за доразглеждане, издава изрично указание да бъдат разпитани всички, които имат отношение към репресиите в периода 1984 – 1989 г. Това значително забавя и затруднява по-нататъшните следствени действия. В края на 1997 г. обвинителният акт е внесен, но след няколко месеца състав на Върховния касационен съд връща делото за доразследване с аргумента, че това указание не е изпълнено.
През 1998 г. делото е прехвърлено от прокуратурата на въоръжените сили към Софийската военноокръжна прокуратура заради промяна в Наказателно-процесуалния кодекс. В началото на 2007 г. има изказвания от прокуратурата, че делото може да бъде прекратено заради изтичане на давността.
Междувременно обвиняемите Кубадински († 1995 г.), Живков († 1998 г.), Стоянов († 1999 г.) и Младенов († 2000 г.) умират.

## Декларация на НС
На 11 януари 2012 година Народното събрание приема декларация, внесена от Синята коалиция, с която се осъжда опитът за насилствена асимилация на българските мюсюлмани.
В нея се казва: „Обявяваме прогонването на над 360 000 български граждани от турски произход през 1989 г. за форма на етническо прочистване, извършено от тоталитарния режим“.

## Външни препракти
- Документални страници за „Възродителния процес“ (1984 – 1989), Михаил Иванов (съставителство и коментар), Омда.bg
- Изповедта на една жертва на „възродителния процес“: Раната стана много голяма Айруш Хаджи, зам.-председател на комисията по досиетата е един от противопоставилите се срещу насилственото преименуване на българските турци в родното му село Корница през 1973 г., 17 януари 2014
- Двутомник разкрива „възродителния процес“ чрез документите на ДС Архив на оригинала от 2014-01-16 в Wayback Machine. 15 януари 2014
- процес ДОКУМЕНТИ ЗА „ВЪЗРОДИТЕЛНИЯ ПРОЦЕС“ И СЪПРОВОЖДАЩИТЕ ГО СЪБИТИЯ desehistory.com, 19 май 2012 г.
- Христо Христов, Живков и „възродителния“ процес. Част 6: Пенчо Кубадински признава: Генералният секретар ръководеше преименуването статия в сайта desebg.com от 2 септември 2011
- Христо Христов, За първи път: Досието на Ахмед Доган онлайн. Част 5.1: За преименуването в Кърджали и Хасково през 1984 г. Архив на оригинала от 2013-05-20 в Wayback Machine. статия в сайта desebg.com от 29 септември 2012
- Христо Христов, „Възродителният процес“ – от Георги Димитров до Тодор Живков Архив на оригинала от 2014-01-09 в Wayback Machine. статия в сайта desebg.com от 13 януари 2013
- Христо Христов, Строго секретно: Инструктажът на ДС за провеждане на „възродителния процес“ статия в сайта desebg.com от 23 ноември 2013
- Откриха паметник на жертвите от взрива на гара Буново Архив на оригинала от 2015-09-24 в Wayback Machine. статия в сайта dnevnik.bg от 11 септември 2007
- Тюркян чешма в село Могиляне изградена в памет на загиналото дете Тюркян в сайта wikimapia.org
- Даниела Горчева (списание „Диалог“, Холандия), „Гьоч – да прекрачиш границата“– най-после по БНТ, mediapool.bg, 20 май 2011
- Заповедта за принудително изселване в „Белене“ след „възродителния процес“. Държавна сигурност.com, 2 юли 2015